# Filothei-Psychiko
Filothei-Psychiko ist eine Gemeinde im Regionalbezirk Athen-Nord der Region Attika, etwa 6 bis 8 km nordöstlich des Zentrums der griechischen Hauptstadt Athen.
Sie wurde bei der Verwaltungsreform 2010 durch den Zusammenschluss der vorher selbständigen Gemeinden Filothei, Psychiko und Neo Psychiko gebildet, die seither die drei Gemeindebezirke sind. Sitz der Gemeindeverwaltung ist Psychiko.
Neuer Bürgermeister ist seit 1. Januar 2011 Pandelis Xyridakis (Παντελής Ξυριδάκης, * 1960).
Das Gemeindegebiet ist auf beiden Seiten des Kifisias-Boulevards etwa in der Mitte zwischen dem Pendeli  und  dem Zentrum Athens gelegen.